# Gaurotes striatopunctatus
Gaurotes striatopunctatus là một loài bọ cánh cứng trong họ Cerambycidae.